# Süchbaataryn Batbold

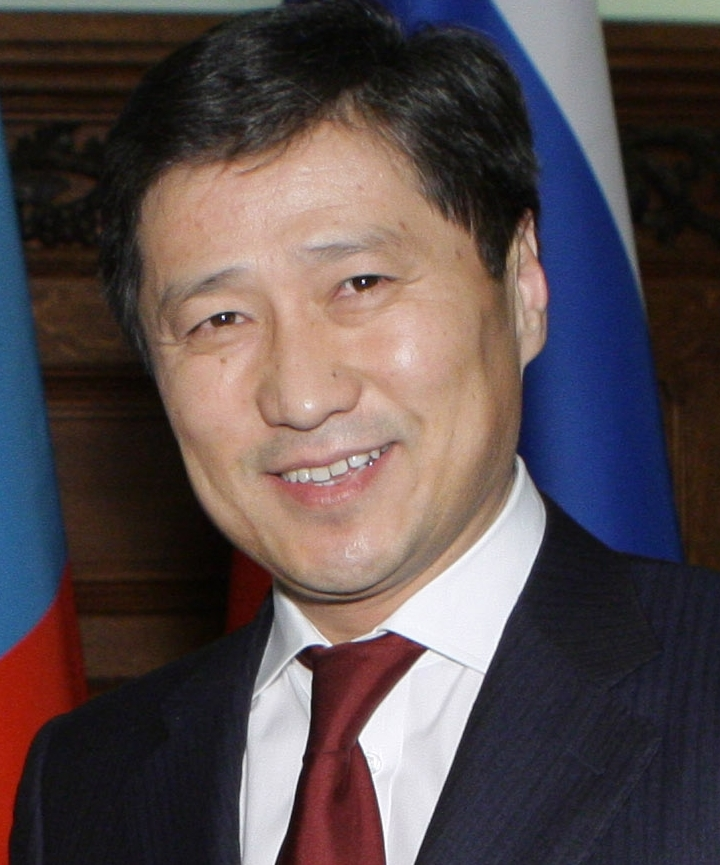
Süchbaataryn Batbold

Süchbaataryn Batbold (mongolisch Сүхбаатарын Батболд; * 24. Juni 1963 in Ulaanbaatar) ist ein mongolischer Politiker und war vom 29. Oktober 2009 bis zum 10. August 2012, Premierminister des Landes.

## Biografie
Nach dem Besuch der Sekundarschule Nr. 14 studierte er zwischen 1980 und 1986 an der Schule für Internationale Beziehungen der Universität Moskau. Nach seiner Rückkehr trat er anschließend als Experte in das Ministerium für Auswärtige Wirtschaftsbeziehungen der Mongolischen Volksrepublik ein und war danach von 1988 bis 1992 Leiter eines Exportbetriebes der Mongolischen Import-Export-Kooperative des Ministeriums. Zwischenzeitlich studierte er 1991 an der University of London und war im Anschluss zwischen 1992 und 2000 Generaldirektor des Betriebes Altai Handel LLC. Im Jahr 2000 wurde er zum Stellvertretenden Außenminister ernannt und behielt dieses Amt bis 2004. In dieser Zeit absolvierte er 2002 auch ein postgraduales Studium an der Diplomatenakademie des Außenministeriums Russlands.
2004 wurde er zum Abgeordneten des Großen Staats-Churals gewählt und bei der Parlamentswahl 2008 wiedergewählt. Im August 2004 wurde er von Premierminister Tsachiagiin Elbegdordsch zum Minister für Handel und Industrie ernannt und hatte dieses Amt bis Januar 2006 inne. In dieser Zeit eröffnete er im September 2005 in Berlin gemeinsam mit dem Staatssekretär im Bundesministerium für Wirtschaft und Technologie Bernd Pfaffenbach den Wirtschaftstag der Mongolei im Rahmen der Asien-Pazifik-Wochen.
Am 20. September 2008 wurde er von Premierminister Sandschaagiin Bajar als Minister für Auswärtige Beziehungen und Handel in dessen Kabinett berufen, seit Oktober 2009 ist er als dessen Nachfolger Premierminister seines Landes. Am 12. November übergab er das Außenministeramt an Gombodschawyn Dsandanschatar.